# ISO 3166-2:2000-06-21
ISO 3166-2:2000-06-21 désigne un ancien bulletin de mise à jour de la norme ISO 3166-2:1998, aujourd'hui obsolète.
Cet article reprend les informations obsolètes du bulletin d'information n°  I-1 (modifications au 21 juin 2000), d'une version également obsolète de la norme ISO 3166-2, à savoir : la première édition de 1998.
Les codes de la norme ISO 3166 sont maintenant mis à jour au fil de l'eau sur une plateforme de consultation gratuite en ligne : l'OBP, pour « online browsing platform » qui a remplacé également l'ancien tableau de décodage.
Les mises à jour (modifications et ajouts) sont réalisées par l’Autorité de mise à jour de l'ISO 3166 (anciennement Agence de maintenance ISO 3166) et sont signalées par des messages électroniques envoyés sur abonnement gratuit

## Données ajoutées (pour mémoire)
7 pays étaient concernés par cette mise à jour aujourd'hui obsolète :
| - CA (Canada) - DO (République dominicaine) - ER (Érythrée) - ES (Espagne) |  | - NG (Nigeria) - PL (Pologne) - TR (Turquie) |

## Données modifiées ou précisées (pour mémoire)
9 pays étaient concernés par cette mise à jour aujourd'hui obsolète :
| - BY (Belarus) - ES (Espagne) - IT (Italie) - KR (Corée) - RO (Roumanie) |  | - RU (fédération de Russie) - TR (Turquie) - VN (Viêt Nam) - YU (Yougoslavie) |

## Sources et autres références
- iso.org Codes des noms de pays - ISO 3166.
- iso.org Mises à jour de l'ISO 3166
- iso.org Plateforme de consultation en ligne (OBP, remplace l'ancien tableau de décodage)
- unstats.un.org Division statistique des Nations unies – Norme de codage des pays ou régions à usage statistique (inclut les codets à trois lettres de l’ISO 3166, et numériques : codets communs à ISO 3166-1 et codets de regroupements propres à la norme UN M.49).

1. ↑  « ISO - Plateforme de consultation en ligne (OBP) », sur iso.org (consulté le 7 mars 2015).
2. ↑  « ISO - ISO 3166-1 - Nouvel accès », sur iso.org (consulté le 7 mars 2015).
3. ↑  « ISO - Codes des noms de pays - ISO 3166 - Mise à jour d'ISO 3166 », sur iso.org (consulté le 7 mars 2015).